# Щолковський міський округ
Що́лковський міський округ (рос. Щёлковский городской округ) — муніципальне утворення на північному сході Московської області Росії.
Адміністративний центр — місто Щолково.

## Географія
Округ розташований в центральній Росії на північному сході Московської області, його межі знаходяться всього за 5 км від меж міста Москви. Район знаходиться в перехідній зоні між Клинсько-Дмитровською грядою (що є частиною Смоленсько-Московської височини) та Мещерською низовиною.

## Населення
Населення округу становить 188281 особа (2019; 176090 у 2010, 173288 у 2002).

## Історія

### Радянський період
Щолковський район був утворений 12 липня 1929 року у складі Московського округу Московської області. До складу новоствореного району увійшли місто Щолково, смт Лосино-Петровський, Свердловський, Фряново та сільради колишньої Московської губернії:
- з Богородського повіту
  - з Аксьоновської волості — Аксьоновська, Афанасьєвська, Бесідовська, Гаврилковська, Глазуновська, Єреминська, Старопареєвська
  - з Івановської волості — Алексієвська, Боковська, Здеховська, Івановська, Каблуковська, Мішневська, Огудневська, Петровська
- з Московського повіту
  - з Разінської волості — Оболдінська
  - з Щолковської волості — Амеревська, Анискінська, Богословська, Городищенська, Жегаловська, Жеребцовська, Корпусовська, Мальцевська, Медвеже-Озерська, Мізиновська, Набережновська, Никифоровська, Новинковська, Новоселковська, Новська, Осеєвська, Потаповська, Старослободська, Трубинська, Уліткинська, Фрязінська, Хотовська, Щолковська
- з Сергієвського повіту
  - з Шараповської волості — Булаковська, Новленська

20 травня 1930 року Новоселковська сільрада передана до складу Пушкінського району, Івановська сільрада — до складу Ногинського району, Булаковська та Новленська сільради — до складу Загорського району. 1934 року утворені Душоновська та Кармолінська сільради. 20 квітня 1935 року Бесідовська сільрада передана до складу Ногинського району, 27 жовтня до складу району повернуті Булаковська та Новленська сільради. 10 липня 1938 року утворено смт Фрязіно, ліквідовано Фрязінську сільраду, 3 листопада утворено смт Загорянський. 17 липня 1939 року ліквідовано Боковська, Жеребцовська, Здеховська, Набережновська та Старослободська сільради, трохи пізніше — Оболдінська сільрада.
14 листопада 1940 року ліквідована Кармолінська сільрада, 6 червня 1941 року — Городищенська сільрада. 2 липня 1945 року утворено смт Моніно, ліквідовано Новинковську сільраду.
23 лютого 1951 року утворено смт Чкаловський, 12 липня смт Лосино-Петровський стає містом, 25 жовтня смт Фрязіно стає містом. 12 серпня 1954 року місто Щолково отримало статус обласного та виділено зі складу району, 14 червня ліквідовано Аксьоновська, Алексієвська, Афанасьєвська, Гаврилковська, Глазуновська, Душоновська, Єреминська, Корпусовська, Мізиновська, Новленська, Петровська, Потаповська, Старопареєвська, Уліткинська, Хотовська та Щолковська сільради, утворено Головинську та Рязанцевську сільради. 22 липня 1958 року ліквідована Богословська сільрада. 3 червня 1959 року Щолковський район ліквідований, його територія увійшла до складу Балашихинського району.
18 серпня 1960 року Балашихинський район перейменовано в Щолковський, центр перенесено до міста Щолково. До складу району входили міста Желєзнодорожний, Лосино-Петровський та Фрязіно, смт Загорянський, Купавна, Кучино, Саввино, Свердловський та Фряново, сільради Анискінська, Воря-Богородська, Головинська, Гребневська, Жегаловська, Мальцевська, Медвеже-Озерська, Новомілетська, Осеєвська, Рязанцевська, Старопареєвська, Трубинська та Черновська. 30 вересня 1960 року місто Желєзнодорожний отримало статус обласного та виділено зі складу району, 10 грудня до нього приєднано смт Саввино. 1 лютого 1963 року Щолковський район ліквідовано, сільради увійшли до складу Митищинського сільського району. Однак 13 січня 1965 року район відновлено. До його складу входили міста Лосино-Петровський та Фрязіно, смт Загорянський, Моніно, Свердловський та Фряново, сільради Анискінська, Головинська, Гребневська, Жегаловська, Мальцевська, Медвеже-Озерська, Огудневська, Осеєвська, Рязанцевська, Старопареєвська та Трубинська. 17 квітня 1968 року місто Фрязіно отримало статус обласного та виділено зі складу району.

### Сучасний період
3 лютого 1994 року усі сільради перетворено в сільські округи. 11 липня 1996 року місто Лосино-Петровський отримало статус обласного та виділено зі складу району.
1 лютого 2001 року міста Щолково та Лосино-Петровський втратили статус обласних та включені до складу району.
Станом на 2002 рік до складу району входили 2 міські та 4 селищні адміністрацій, 11 сільських округів:
| Адмінодиниця                           | Площа км² | Населені пункти |
| -------------------------------------- | --------- | --- |
| Лосино-Петровська міська адміністрація | -         | місто Лосино-Петровський |
| Щолковська міська адміністрація        | -         | місто Щолково |
| Загорянська селищна адміністрація      | -         | смт Загорянський, селище Соколовський |
| Монінська селищна адміністрація        | -         | смт Моніно |
| Свердловська селищна адміністрація     | -         | смт Свердлово |
| Фряновська селищна адміністрація       | -         | смт Фряново |
| Анискінський сільський округ           | -         | село Анискіно, присілки Кармоліно, Леоніха, Мізиново, Райки, Топорково, Уліткино, селища Біокомбіната, Больниці МІД СРСР, Мідне-Власово, Юность                                                           |
| Головинський сільський округ           | -         | присілки Аксьоново, Головино, Горбуни, Козино, Костиші, Маврино, Мосальське, Степаньково |
| Гребневський сільський округ           | -         | присілки Богослово, Гребнево, Камшиловка, Корякіно, Костюнино, Нова Слобода, Ново, Новофрязіно, Сабурово, Стара Слобода, Чижово, селище Фірми «Луч»                                                       |
| Жегаловський сільський округ           | -         | присілки Льодово, Оболдіно, Сірково, Супонево |
| Мальцевський сільський округ           | -         | присілки Байбаки, Васильєвське, Набережна, селища Краснознаменський, Образцово |
| Медвеже-Озерський сільський округ      | -         | присілки Алмазово, Великі Жеребці, Довге Льодово, Кішкино, Медвежі Озера, Моносеєво, Никифорово, Соколово, Шевьолкіно, селища Новий Городок, Совхоза «Красний Луч»                                        |
| Огудневський сільський округ           | -         | села Душоново, Петровське, присілки 1-а Алексієвка, 2-а Алексієвка, Аксиньїно, Воря-Богородське, Каблуково, Малі Жеребці, Малі Петрищі, Огуднево, Протасово, селища Клюквенний, Огудневського лісничества |
| Осеєвський сільський округ             | -         | присілки Корпуса, Митяніно, Орловка, Осеєво, Савинки, селище Лісні Поляни |
| Рязанцівський сільський округ          | -         | село Рязанці, присілки Афанасово, Бобри, Глазуни, Дуброво, Єрьомино, Єскіно, Могутово, Хлепетово |
| Старопареєвський сільський округ       | -         | присілки Бартеньки, Булаково, Великі Петрищі, Коняєво, Машино, Новопареєво, Старопареєво |
| Трубинський сільський округ            | -         | село Трубино, присілки Борисовка, Здехово, Мішнево, Назиміха, Орлово, Сукманіха, Сутоки, селище Литвиново                                                                                                 |

13 вересня 2004 року присілок Чижово Гребневського сільського округу приєднана до складу Фрязінської міської адміністрації. 5 квітня 2009 року місто Лосино-Петровський перетворено в Лосино-Петровський міський округ та виділено зі складу району.
5 червня 2018 року Свердловське міське поселення та Анискінське сільське поселення приєднані до складу Лосино-Петровського міського округу. 9 січня 2019 року Щолковський район перетворено в Щолковський міський округ, при цьому ліквідовані усі поселення у його складі.
Перед ліквідацією до складу колишнього району входили 4 міських поселення та 4 сільських поселення:
| Поселення                           | Площа км² | Населені пункти |
| ----------------------------------- | --------- | --- |
| Загорянське міське поселення        | 17,51     | смт Загорянський, присілки Оболдіно, Супонево |
| Монінське міське поселення          | 21,27     | смт Моніно, селище Лісні Поляни |
| Фряновське міське поселення         | 159,31    | смт Фряново, село Рязанці, присілки Аксьоново, Афанасово, Бартеньки, Бобри, Булаково, Великі Петрищі, Глазуни, Головино, Горбуни, Дуброво, Єрьомино, Єскіно, Козино, Коняєво, Костиші, Маврино, Машино, Могутово, Мосальське, Новопареєво, Старопареєво, Степаньково, Хлепетево |
| Щолковське міське поселення         | 87,41     | місто Щолково, присілки Байбаки, Васильєвське, Льодово, Набережна, Образцово, Сірково, селище Краснознаменський, |
| Гребневське сільське поселення      | 73,63     | присілки Богослово, Гребнево, Довге Льодово, Камшиловка, Корякіно, Костюніно, Нова Слобода, Ново, Новофрязіно, Сабурово, Стара Слобода |
| Медвеже-Озерське сільське поселення | 42,00     | присілки Алмазово, Великі Жеребці, Кішкино, Медвежі Озера, Моносеєво, Никифорово, Соколово, Шавьолкіно, селище Новий Городок |
| Огудневське сільське поселення      | 175,67    | села Душоново, Петровське, присілки Аксиньїно, Воря-Богородське, Друга Алексієвка, Каблуково, Малі Жеребці, Малі Петрищі, Огуднево, Перша Алексієвка, Протасово, селища Клюквенний, Огудневського лісничества                                                                   |
| Трубинське сільське поселення       | 44,69     | село Трубино, присілки Борисовка, Здехово, Мішнево, Назиміха, Орлово, Сукманіха, Сутоки, селище Литвиново |

## Склад
| Населений пункт                     | Населення, осіб (2002) | Населення, осіб (2010) |
| ----------------------------------- | ---------------------- | ---------------------- |
| Аксиньїно, присілок                 | 127                    | 111                    |
| Аксьоново, присілок                 | 116                    | 161                    |
| Алмазово, присілок                  | 66                     | 89                     |
| Афанасово, присілок                 | 6                      | 13                     |
| Байбаки, присілок                   | 98                     | 72                     |
| Бартеньки, присілок                 | 10                     | 6                      |
| Бобри, присілок                     | 1                      | 1                      |
| Богослово, присілок                 | 709                    | 614                    |
| Борисовка, присілок                 | 14                     | 10                     |
| Булаково, присілок                  | 180                    | 158                    |
| Васильєвське, присілок              | 119                    | 61                     |
| Великі Жеребці, присілок            | 91                     | 21                     |
| Великі Петрищі, присілок            | 52                     | 31                     |
| Воря-Богородське, присілок          | 155                    | 121                    |
| Глазуни, присілок                   | 14                     | 17                     |
| Головино, присілок                  | 199                    | 224                    |
| Горбуни, присілок                   | 25                     | 49                     |
| Гребнево, присілок                  | 316                    | 1484                   |
| Довге Льодово, присілок             | 849                    | 839                    |
| Друга Алексієвка, присілок          | 95                     | 19                     |
| Дуброво, присілок                   | 35                     | 37                     |
| Душоново, село                      | 187                    | 223                    |
| Єрьомино, присілок                  | 157                    | 164                    |
| Єскіно, присілок                    | 43                     | 39                     |
| Загорянський, селище міського типу  | 7575                   | 7997                   |
| Здехово, присілок                   | 68                     | 62                     |
| Каблуково, присілок                 | 713                    | 135                    |
| Камшиловка, присілок                | 15                     | 5                      |
| Кишкино, присілок                   | 11                     | 11                     |
| Клюквенний, селище                  | 0                      | 555                    |
| Козино, присілок                    | 5                      | 14                     |
| Коняєво, присілок                   | 1                      | 3                      |
| Корякіно, присілок                  | 7                      | 26                     |
| Костиші, присілок                   | 79                     | 88                     |
| Костюнино, присілок                 | 11                     | 7                      |
| Краснознаменський, селище           | 2105                   | 1477                   |
| Литвиново, селище                   | 2525                   | 2464                   |
| Лісні Поляни, селище                | 185                    | 223                    |
| Льодово, присілок                   | 55                     | 77                     |
| Маврино, присілок                   | 17                     | 15                     |
| Малі Жеребці, присілок              | 21                     | 24                     |
| Малі Петрищі, присілок              | 90                     | 81                     |
| Машино, присілок                    | 8                      | 4                      |
| Медвежі Озера, присілок             | 2326                   | 4154                   |
| Мішнево, присілок                   | 217                    | 217                    |
| Могутово, присілок                  | 15                     | 10                     |
| Моніно, селище міського типу        | 20017                  | 22821                  |
| Моносеєво, присілок                 | 31                     | 41                     |
| Мосальське, присілок                | 6                      | 12                     |
| Набережна, присілок                 | 387                    | 314                    |
| Назиміха, присілок                  | 192                    | 127                    |
| Никифорово, присілок                | 178                    | 137                    |
| Нова Слобода, присілок              | 127                    | 118                    |
| Новий Городок, селище               | 1638                   | 2718                   |
| Ново, присілок                      | 261                    | 267                    |
| Новопареєво, присілок               | 73                     | 88                     |
| Новофрязіно, присілок               | 322                    | 280                    |
| Оболдіно, присілок                  | 375                    | 321                    |
| Образцово, селище                   | 322                    | 88                     |
| Огуднево, присілок                  | 1302                   | 1155                   |
| Огудневського лісничества, присілок | 33                     | 27                     |
| Орлово, присілок                    | 39                     | 60                     |
| Перша Алексієвка, присілок          | 49                     | 55                     |
| Петровське, село                    | 717                    | 865                    |
| Протасово, присілок                 | 196                    | 190                    |
| Рязанці, присілок                   | 62                     | 57                     |
| Сабурово, присілок                  | 43                     | 59                     |
| Сірково, присілок                   | 253                    | 263                    |
| Совхоза «Красний Луч», селище       | 231                    | -                      |
| Соколово, присілок                  | 203                    | 307                    |
| Стара Слобода, присілок             | 121                    | 158                    |
| Старопареєво, присілок              | 136                    | 127                    |
| Степаньково, присілок               | 4                      | 3                      |
| Сукманіха, присілок                 | 13                     | 201                    |
| Супонево, присілок                  | 142                    | 146                    |
| Сутоки, присілок                    | 53                     | 56                     |
| Трубино, село                       | 1081                   | 979                    |
| Фірми «Луч», селище                 | 787                    | -                      |
| Фряново, селище міського типу       | 11180                  | 11243                  |
| Хлепетево, присілок                 | 62                     | 88                     |
| Шевьолкіно, присілок                | 74                     | 95                     |
| Щолково, місто                      | 112865                 | 110411                 |